# Emmanuel Lê Phong Thuân
Emmanuel Lê Phong Thuân (* 2. Dezember 1930 in Mỹ Luông, An Giang, Vietnam; † 17. Oktober 2010) war römisch-katholischer Bischof von Cần Thơ.

## Leben
Emmanuel Lê Phong Thuân empfing nach seinen philosophischen und theologischen Studien am Priesterseminar Saint-Joseph in Saigon am 31. Mai 1960 die Priesterweihe. Zwischen 1964 und 1970 zog er nach Deutschland, wo er in Kirchenrecht promoviert wurde. Nach seiner Rückkehr nach Vietnam lehrte er am Priesterseminar der Diözese Can Tho.
Papst Paul VI. ernannte ihn am 6. Juni 1975 zum Titularbischof von Abthugni und bestellte ihn zum Koadjutorbischof des Bistums Cần Thơ. Die Bischofsweihe spendete ihm sein Amtsvorgänger Bischof Jacques Nguyên Ngoc Quang. Sein Amt konnte er jedoch aufgrund der auferlegten Beschränkungen der kommunistischen Regierung nur bedingt ausüben. 1990 wurde er zum Bischof von Cân Tho bestellt, stand aber weiterhin unter strenger Überwachung.